# Ash-Shams

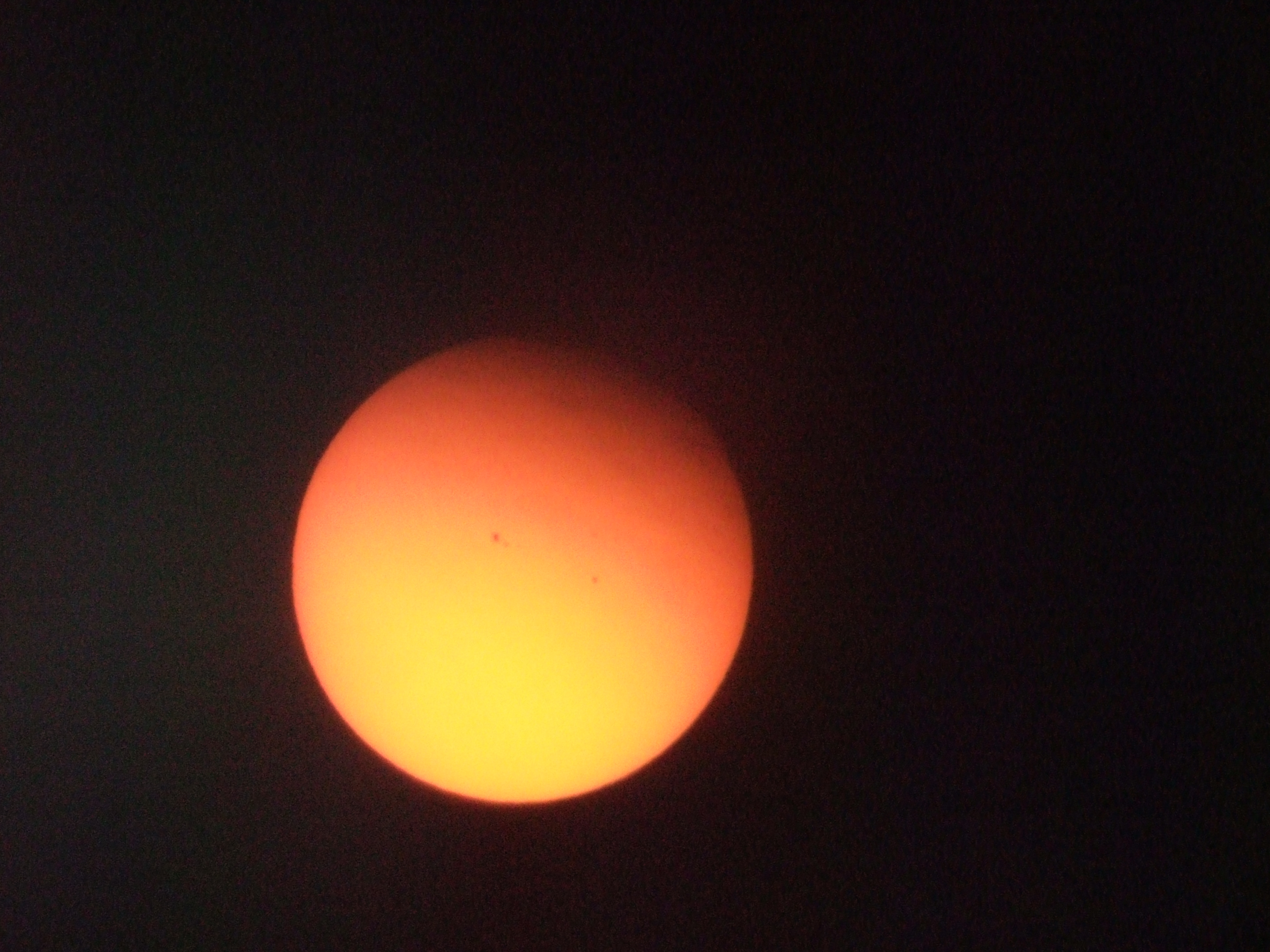
Solen.

Ash-Shams (arabiska: الشمس aš-Šams, "Solen") är den nittioförsta suran i Koranen med 15 verser (ayah). Den skall ha uppenbarats för profeten Muhammed under dennes period i Mekka.
Den inleds med flera högtidliga eder, svurna bland annat vid olika astronomiska fenomen, samt vid den mänskliga själen (vers 7). Den första eden, "vid solen", ger suran dess namn.
Suran beskriver Thamuds öde, en tidigare framgångsrik, utdöd arabisk stam. Profeten Saleh uppmanade dem att dyrka Gud ensam, och beordrade dem att i Guds namn beskydda en viss hon-kamel. De lydde inte, utan fortsatte att förkasta hans budskap och slaktade kamelstoet. Gud lät då straffet drabba dem och "förgjorde dem till sista man", alla utom de bland dem som följt Saleh (verser 11-14).